# Emma Schweiger
Emma Tiger Schweiger (Los Angeles, 26 ottobre 2002) è un'attrice tedesca naturalizzata statunitense.

## Biografia
È figlia d'arte: il padre è l'attore e regista tedesco Til Schweiger, la madre l'ex modella e personaggio televisivo statunitense Dana Schweiger, nata Carlsen. 
Nata a Los Angeles, è la più giovane di quattro figli della coppia; gli altri tre sono Valentin, Luna e Lilli. Tutti appaiono nei film 300 ore per innamorarsi e Zweiohrküken.
Dopo la separazione dei genitori, avvenuta nel 2005 (con divorzio nel 2014), ha vissuto in California con la madre.
La sua carriera cinematografica è cominciata nel 2007.

## Filmografia parziale
- 300 ore per innamorarsi (Keinohrhasen), regia di Til Schweiger (2007)
- Männerherzen, regia di Simon Verhoeven (2009)
- Zweiohrküken, regia di Til Schweiger e Torsten Künstler (2009)
- Kokowääh, regia di Til Schweiger e Torsten Künstler (2011)
- Kokowääh 2, regia di Til Schweiger e Torsten Künstler (2013)
- Honig im Kopf, regia di Til Schweiger e Lars Gmehling (2014)
- Conni & Co., regia di Franziska Buch (2016)
- Conni & Co. - Il segreto del T-Rex (Conni und Co 2 - Das Geheimnis des T-Rex), regia di Til Schweiger e Torsten Künstler (2017)
- Un viaggio indimenticabile (Head Full of Honey), regia di Til Schweiger (2018)
- Die Rettung der uns bekannten Welt, regia di Til Schweiger (2021)